# ویکتور روئیز
ویکتور روئیز توره (اسپانیایی: Víctor Ruiz Torre‎؛ زادهٔ ۲۵ ژانویهٔ ۱۹۸۹) بازیکن فوتبال اهل اسپانیا است که اکنون در پست مدافع برای تیم بشیکتاش بازی می‌کند.
از باشگاه‌هایی که در آن بازی کرده‌است می‌توان به اسپانیول، ناپولی، والنسیا، ویارئال و بشیکتاش اشاره کرد.